# Caranavi (gemeente)
Caranavi is een gemeente (municipio) in de Boliviaanse provincie Caranavi in het departement La Paz. De gemeente telt naar schatting 53.021 inwoners (2018). De hoofdplaats is Caranavi.